# Arcola, Illinois
Arcola är en ort i Douglas County i delstaten Illinois, USA.